# Acei oameni minunați în mașinile lor zburătoare

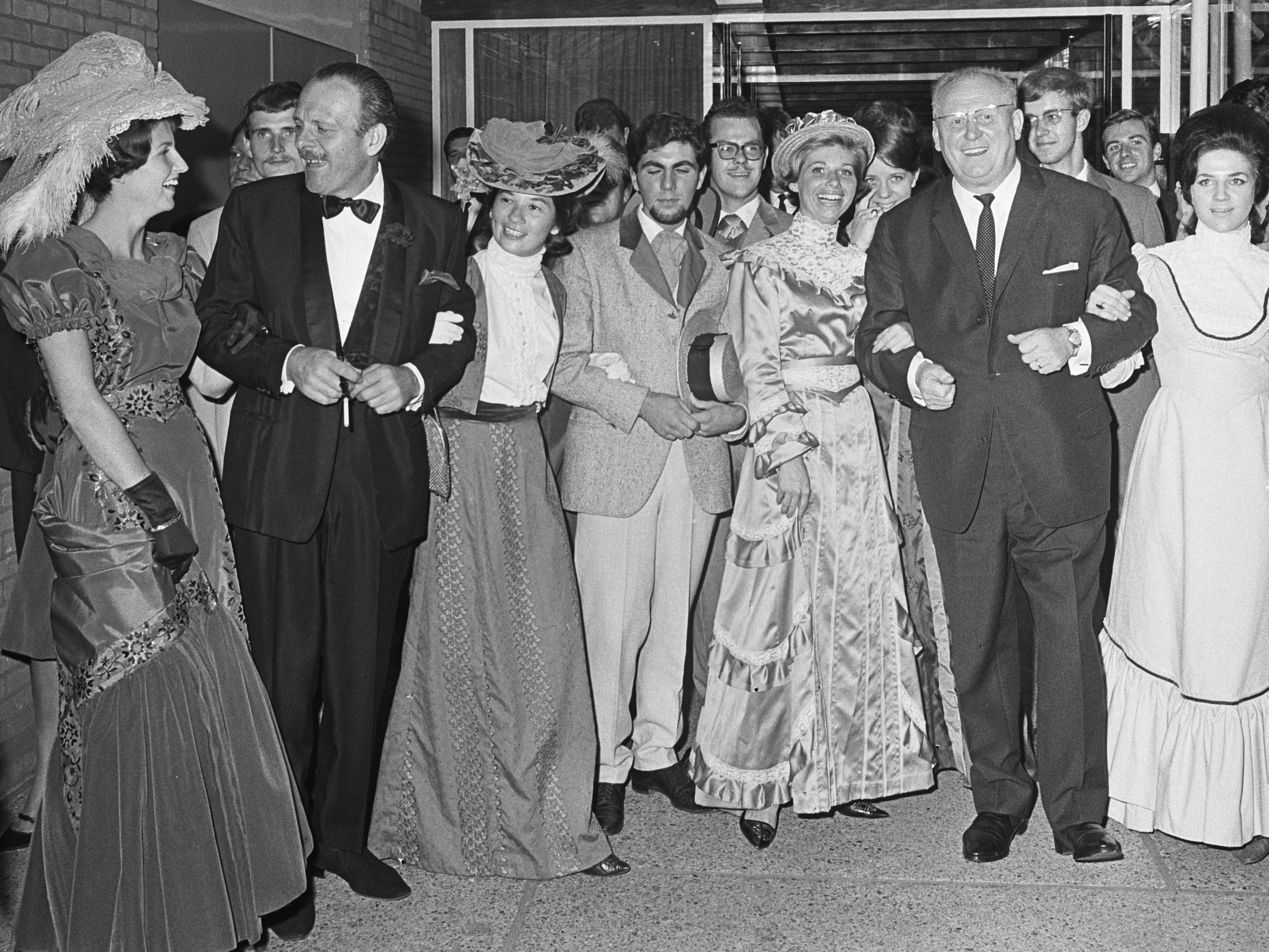
Terry-Thomas (al 2-lea din stânga) și Gert Fröbe la premiera filmului

Acei oameni minunați în mașinile lor zburătoare (titlul original: Those Magnificent Men in Their Flying Machines) este un film de comedie englez, realizat în 1965 de regizorul Ken Annakin, protagoniști fiind actorii Robert Morley, Irina Demick, Alberto Sordi, Gert Fröbe. 

## Conținut
Lordul Rawnsley, editorul unui ziar englezesc, în timpul primelor încercări de zbor aviatic din anul 1910, pentru a mări tirajul ziarului său, propune pentru a se demonstra lumii superioritatea Angliei în aer, organizarea unui concurs aviatic de la Londra la Paris. Printr-un anunț internațional, iau parte la concurs, piloți mai mult sau mai puțin experimentați din diferite țări ale lumii. Evident, se așteaptă ca participantul englez, care este logodnicul fiicei Lordului, să câștige concursul.

## Distribuție
- Stuart Whitman – Orville Newton
- Sarah Miles – Patricia Rawnsley
- Jean-Pierre Cassel – Pierre Dubois
- Gert Fröbe – colonel Manfred von Holstein
- James Fox – Richard Mays
- Alberto Sordi – contele Emilio Ponticelli
- Robert Morley – Lord Rawnsley
- Terry-Thomas – Sir Percy Ware-Armitage
- Irina Demick – Brigitte, Ingrid, Marlene, Françoise, Yvette și Betty
- Flora Robson – Mutter Oberin
- Benny Hill – Feuerwehrmann Perkins
- Karl-Michael Vogler – căpitan Rumpelstoß
- Eric Sykes – Courtney
- Red Skelton – Neanderthaler
- Yujiro Ishihara – Japanischer Pilot
- Ferdy Mayne
- Gordon Jackson
- Eric Pohlmann
- Sam Wanamaker
- Eric Barker
- Maurice Denham
- Fred Emney
- Davy Kaye
- John Le Mesurier
- Jeremy Lloyd
- Zena Marshall
- Millicent Martin
- Marjorie Rhodes
- Norman Rossington
- William Rushton
- Graham Stark
- Jimmy Thompson
- Michael Trubshawe
- Tony Hancock